# Suore francescane del Sacro Cuore di Gesù (Caracas)
Le Suore Francescane del Sacro Cuore di Gesù (in spagnolo Hermanas Franciscanas del Sagrado Corazón de Jesús; sigla H.F.S.C.J.) sono un istituto religioso femminile di diritto pontificio.

## Storia
La congregazione fu fondata a Caracas il 4 ottobre 1890 da Ysabel Lagrange Escobar insieme con il sacerdote Calixto González Rodil. Al momento della fondazione, non erano quasi presenti in Venezuela altri istituti religiosi, tutti banditi dallo stato sotto la presidenza di Antonio Guzmán Blanco.
L'istituto, aggregato all'ordine dei frati minori dal 3 maggio 1917, ricevette il pontificio decreto di lode l'8 maggio 1952.

## Attività e diffusione
Le suore si dedicano all'istruzione e all'educazione cristiana della gioventù e all'assistenza ai malati negli ospedali.
Oltre che in Venezuela, sono presenti in Colombia e in Spagna; la sede generalizia è a Caracas.
Alla fine del 2015 l'istituto contava 85 religiose in 22 case.